# 海野空詩
海野 空詩（うんの らら、1996年3月14日 - ）は、日本のAV女優。チャーミー所属。
趣味・特技:音楽、フットサル。

## 略歴・人物
神奈川県出身。2014年7月、ビデオメーカー・ピーターズのレーベル「ピーターズMAX Jr.」の専属女優としてAVデビュー。

## 出演作品

### アダルトDVD
2014年
- 平成8年生まれ 奇跡の5B女子（美巨乳・美マン・敏感・びしょ濡れ・美少女） AV Debur 海野空詩（7月15日、ピーターズ）
- 清純すぎる美少女のオシッコ潮吹きイキまくりセックス（8月15日、ピーターズ）
- 新・イキ過ぎた着エロ 15（9月2日、MAGIC）※「海野らら」名義
- 巨乳純朴少女との粘液交換SEX（9月25日、オーロラプロジェクト）※「海野らら」名義
- 朝から晩までチ○ポ挿れっぱなし家政婦（10月1日、MOODYZ）
- いいなり露出温泉（10月10日、First Star）
- 汗ばむ体…滲む愛液… 昇りつめる兄妹中出しセックス（10月16日、いもうとChannel）
- 美少女即ハメ白書 29（10月22日、ソクハメラボ）他出演:白咲碧、森田まゆ、赤坂にな
- パイパン湯女（11月19日、キチックス）
- 上品な美少女ばかりが在籍する高級中出し制服ソープ（11月20日、いもうとChannel）
- 街行くお嬢さん！着衣パイズリしてください！！（12月20日、ATOM）他出演:ましろあい、木島すみれ、青葉優香